# Wellingborough
Wellingborough ist eine Stadt in der Unitary Authority North Northamptonshire in England und befindet sich rund 20 km östlich von Northampton in den East Midlands. Die Einwohnerzahl beträgt 48.428 (Stand: 2001).  Wellingborough war von 1974 bis 2021 Verwaltungssitz des gleichnamigen Boroughs. Es liegt am nördlichen Ufer des Nene.

## Geschichte
Wellingborough ist eine Gründung der Angelsachsen aus dem 6. Jahrhundert. Im Jahr 1201 erhielt der Ort das Marktrecht. Wellingborough ist seit dem Mittelalter Sitz eines Klosters, der heutigen Croyland-Abtei, eines Tochterkonvents des Croyland-Klosters bei Peterborough. Im Englischen Bürgerkrieg fanden in Wellingborough kleinere Gefechte statt; der örtliche Pfarrer, Thomas Jones, wurde dabei vom Parlamentsheer nach Northampton verschleppt. In der Folge bildete sich hier eine Hochburg der so genannten Diggers, einer Untergruppe der Levellers.
Das Stadtzentrum von Wellingborough wurde in den 1960er und 1970er Jahren stark umgestaltet, so entstand in dieser Zeit etwa das Arndale Centre (heute: Swansgate).

## Wirtschaft
Wellingborough liegt inmitten eines landwirtschaftlich geprägten Umlands. Wichtige Sektoren der Wirtschaft sind die Produktion von Schuhen und Stiefeln. Von den 1920er bis in die 1990er Jahre war auch die Stahlindustrie in Wellingborough ansässig. Zu den größten Arbeitgebern der Stadt zählt das Chemieunternehmen Scott Bader. In Wellingborough befindet sich auch ein zentraler Lagerplatz von GB Railfreight.

## Bildung
Die älteste heute noch erhaltene Schule ist die 1595 gegründete Wellingborough School. Daneben existieren die Sir Christopher Hatton School, die Weavers School, die St. Columbus’ School und die Wrenn School (vormals Wellingborough Grammar School).

## Partnerstädte
- Wittlich (Deutschland)
- Niort (Frankreich)

## Persönlichkeiten
- Christopher Hatton, englischer Lordkanzler (1540–1591), Landbesitzer in Wellingborough
- Harry Crane Perrin (1865–1953), Organist, Komponist und Musikpädagoge
- George Skinner, Sportschütze (1872–1931), in Wellingborough geboren
- Thom Yorke, Sänger der Gruppe Radiohead (* 1968), in Wellingborough geboren
- Peter Ebdon, Snookerspieler (* 1970), in Wellingborough aufgewachsen
- Rory McLeod, Snookerspieler (* 1971), geboren in Wellingborough

Aus Wellingborough stammt auch die Band Gutworm.